# Auslagerungsthese
Die Auslagerungsthese oder Externalisierungshypothese ist ein Erklärungsansatz für das Anwachsen des Dienstleistungssektors.
Sie geht davon aus, dass im Rahmen der Schlanken Produktion einzelne Dienstleistungssparten, wie beispielsweise die Logistik oder Gebäudereinigung, in andere Unternehmen ausgelagert werden. Vor dem Auslagern (Outsourcing) zählten Dienstleistungen, die von einem Unternehmen aus dem sekundären Sektor erbracht wurden, zum sekundären Sektor. Nach der Auslagerung hingegen zählen sie zum tertiären Sektor, dessen Anteil damit  gewachsen ist.
Weitere Erklärungsansätze bietet die Interaktionsthese oder Innovationshypothese.